# Полицяк, Пётр Петрович
Пётр Петрович Полицяк (укр. Петро Петрович Полицяк; 5 июля 1992, Борбин — 20 января 2015, Донецк) — украинский военнослужащий, солдат, участник российско-украинской войны. Герой Украины (2021, посмертно).

## Биография
Родился 5 июля 1992 года в селе Борбин, Ровненская область, в семье Веры и Петра Полицяков. У него было четыре сестры: Алина, Диана, Надежда и Славина. После окончания школы проходил срочную службу в 80-й отдельной аэромобилльной бригаде. Жил в городе Дубно, работал строителем, планировал жениться. Во время частичной мобилизации в 2014 году был призван в армию из Киева, где находился на заработках. Его работодатель, ветеран войны в Афганистане, обеспечил его военным снаряжением и впоследствии оказывал материальную поддержку его родителям.
Служил в 80-й отдельной десантно-штурмовой бригаде в должности заместителя командира взвода. Участвовал в боях за Донецкий аэропорт. Погиб во время одного из боёв. Его тело было опознано по дедовским часам, которые он взял во время короткой отпуска. Похоронен 20 февраля 2015 года в родном селе Борбин.

## Награды
- Звание «Герой Украины» с удостоением ордена «Золотая Звезда» (3 декабря 2021, посмертно) — за личное мужество и героизм, проявленные в защите государственного суверенитета и территориальной целостности Украины, верность военной присяге[1].
- Орден «За мужество» III степени (23 мая 2015, посмертно) — за личное мужество и самоотверженные действия, проявленные в защите государственного суверенитета и территориальной целостности Украины, верность военной присяге[2].